# Tatws pum munud

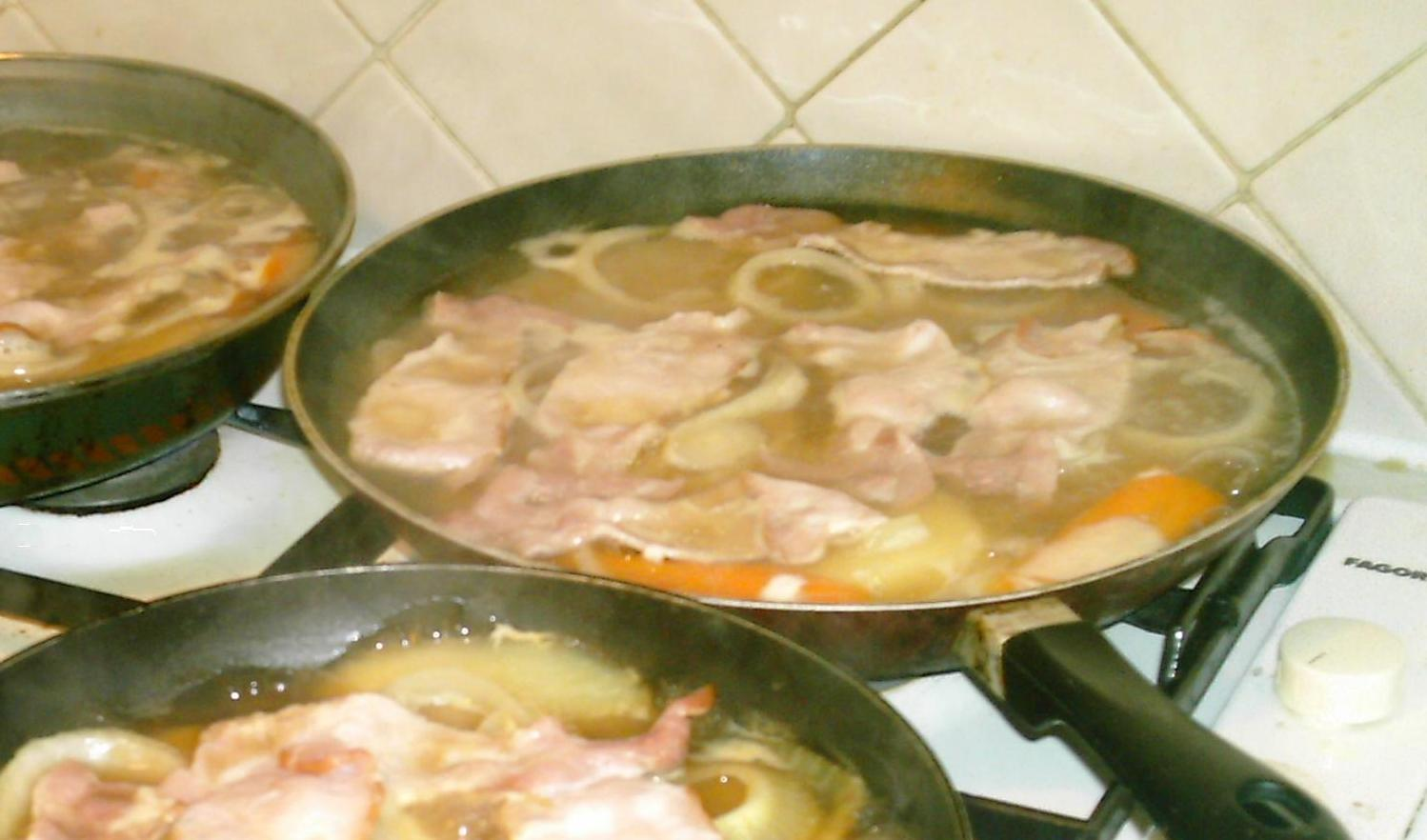
Tatws pum munud cocinándose.

El tatws pum munud (‘patatas cinco minutos’) es un estofado tradicional galés hecho con panceta ahumada, caldo, patata y otra verdura. En el norte de Gales el munud se llama a veces mynyd.
Como estofado es único en el sentido de que todos los ingredientes principales se cortan en rodajas, de forma que queden planos. Debido a esto, suele cocinarse en una sartén grande al fuego, y se sirve en un plato (y no en un cuenco). Las verduras empleadas suelen ser patatas, cebollas, zanahorias (cortadas a lo largo) y guisantes. Aunque suele hacerse con panceta ahumada, ocasionalmente se sustituye por ternera picada.
El plato se compaña normalmente con pan crujiente y mantequilla. También se sirve frecuente, lo que resulta extraño para un plato galés, con salsa Worcestershire.
Un plato parecido, llamado tatws popty o tatws pobdu se hace con trozos de verdura cocidos en un horno (popty en galés).